# Chicago Film Critics Association Awards 2016
29. ročník předávání cen asociace Chicago Film Critics Association se konal dne 15. prosince 2016. Nominace byly oznámeny dne 11. prosince 2016.

## Vítězové a nominovaní

### Nejlepší film
Moonlight
- La La Land
- Komorná
- Jackie
- Místo u moře

### Nejlepší režisér
Barry Jenkins – Moonlight
- Damien Chazelle – La La Land
- Kenneth Lonergan – Místo u moře
- Chan-wook Park  – Komorná
- Pablo Larraín – Jackie

### Nejlepší adaptovaný scénář
Seo-Kyung Chung a Chan-wook Park – Komorná
- Eric Heisserer – Příchozí
- David Birke – Elle
- Whit Stillman – Láska a přátelství
- Jay Cocks a Martin Scorsese – Mlčení

### Nejlepší původní scénář
Kenneth Lonergan – Místo u moře
- Barry Jenkins – Moonlight
- Taylor Sheridan – Za každou cenu
- Noah Oppenheim – Jackie
- Yorgos Lanthimos a Efthimis Filippou – Humr

### Nejlepší herec v hlavní roli
Casey Affleck – Místo u moře
- Adam Driver – Paterson
- Joel Edgerton – Loving
- Colin Farrell – Humr
- Denzel Washington – Ploty

### Nejlepší herečka v hlavní roli
Natalie Portman – Jackie
- Amy Adams – Příchozí
- Emma Stoneová – La La Land
- Rebecca Hall – Christine
- Isabelle Huppert – Elle

### Nejlepší herec ve vedlejší roli
Mahershala Ali – Moonlight
- Ben Foster – Za každou cenu
- Lucas Hedges – Místo u moře
- Michael Shannon – Noční zvířata
- Alden Ehrenreich – Ave, Caesar!
- Trevante Rhodes – Moonlight

### Nejlepší herečka ve vedlejší roli
Michelle Williamsová – Místo u moře
- Viola Davis – Ploty
- Lily Gladstone – Jisté ženy
- Janelle Monáe – Skrytá čísla
- Naomie Harris – Moonlight

### Nejlepší dokument
O.J.: Made in America
- Za kamerou
- Animovaný život
- Věž
- Weiner

### Nejlepší cizojazyčný film
Komorná (Jižní Korea)
- Elle (Francie)
- Neruda (Chile)
- Julieta (Španělsko)
- Toni Erdmann (Německo)

### Nejlepší animovaný film
Kubo a kouzelný meč
- Zootropolis: Město zvířat
- Odvážná Vaiana: Legenda o konci světa
- Červená želva
- Věž

### Nejlepší kamera
Linus Sandgren – La La Land
- Stéphane Fontaine – Jackie
- James Laxton – Moonlight
- Chung-hoon Chung – Komorná
- Rodrigo Prieto – Mlčení

### Nejlepší střih
Tom Cross – La La Land
- Nels Bangerter – Za kamerou
- Sebastián Sepúlveda – Jackie
- Jennifer Lame – Místo u moře
- Joi McMillon a Nat Sanders –  Moonlight

### Nejlepší výprava
Komorná
- Jackie
- La La Land
- Neon Demon
- Čarodějnice

### Nejlepší skladatel
Mica Levi – Jackie
- Nicholas Britell – Moonlight
- Jóhann Jóhannsson – Příchozí
- Justin Hurwitz – La La Land
- Cliff Martinez – Neon Demon

### Nejslibnější filmař
Robert Eggers – Čarodějnice
- Kelly Fremon Craig – Hořkých sedmnáct
- Anna Rose Holmer – Křeč
- Travis Knight – Kubo a kouzelný meč
- Trey Edward Shults – Krisha

### Nejslibnější umělec
Lucas Hedges – Místo u moře
- Lily Gladstone – Jisté ženy
- Royalty Hightower – Křeč
- Janelle Monáe – Skrytá čísla a Moonlight
- Trevante Rhodes – Moonlight